# Chlorochaeta castaneata
Chlorochaeta castaneata là một loài bướm đêm trong họ Geometridae.